# チムレンガ (音楽)
チムレンガ（英語: Chimurenga music）は、ジンバブエのポピュラー音楽のひとつである。トーマス・マプフモが始めたといわれている。
チムレンガとはショナ語で解放闘争を指す言葉で、主にローデシア紛争において用いられた。現在はより幅広く、人権や反人種差別、政治腐敗の批判などの社会正義の標語として使われることが多い。マプフモはムビラ（カリンバ）などのジンバブエの伝統的な民族楽器のリズムをエレクトリックギターなどの近代の楽器で演奏し、社会にメッセージを与える歌詞をつけた。